# 新・祝典行進曲
『新・祝典行進曲』（しんしゅくてんこうしんきょく）は、1993年（平成5年）に團伊玖磨によって作曲された行進曲である。英語名はGrand March "The Royal Wedding"。同年6月9日、皇太子徳仁親王（今上天皇）と小和田雅子（現皇后）の結婚の儀のパレードで宮内庁楽部ほかにより演奏された。
また、2019年 （令和元年）11月10日の祝賀御列の儀のパレードでも演奏された。

## 解説
團は、1992年（平成4年）6月ごろから作曲に取り掛かり、同年末ごろ完成した。1993年3月8日、東宮仮御所で徳仁に完成したテープを献上した。團は以前に、皇太子明仁親王結婚時にも『祝典行進曲』を作曲しており、馬車パレードだったその時代と比較して、変化した都市の音と、車でのパレードを意識したエネルギッシュで華やかなマーチ、男性的な華麗さと女性的な優美さの対比を意識して作曲した。皇太子徳仁親王は「大変きれいな曲ですね」と感想を伝え、婚約中の小和田雅子にも聴かせ、彼女が「大変喜んでいました」と團に語っている。
楽曲は、祝典行進曲と同様に、吹奏楽編成で書かれている。
楽譜は、音楽之友社より出版されている。

## 楽器編成
| 木管 | 木管                 | 金管 | 金管 | 弦・打 | 弦・打                           |
| ---- | -------------------- | ---- | ---- | ------ | -------------------------------- |
| Fl.  | 4, Picc.             | Tp.  | 6    | Cb.    | 1                                |
| Ob.  | 1, C.A.              | Hr.  | 4    | Timp.  | ●                                |
| Fg.  | 2                    | Tbn. | 3    | 他     | Glo.,Tri.,S.D., Tamb.,Cymb.,B.D. |
| Cl.  | 9, E♭, Alto, Bass    | Eup. | 2    | 他     | Glo.,Tri.,S.D., Tamb.,Cymb.,B.D. |
| Sax. | Alt. 2 Ten. 1 Bar. 1 | Tub. | 2    | 他     | Glo.,Tri.,S.D., Tamb.,Cymb.,B.D. |

## 補足
1993年6月、テレビ番組『題名のない音楽会』にて、皇太子の成婚を祝う特集が組まれた際、この曲のハープを含む管弦楽版が演奏された。司会の黛敏郎の解説によると、作曲者自身によって管弦楽編曲されたとのことである。